# 大西菊次郎

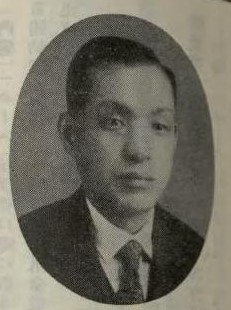
大西菊次郎

大西 菊次郎（1890年 - ?）は、日本の発明家。
大阪市出身。多年鉄工業に従事し、1912年（大正元年）から西野田職工学校及び住友職工養成所で前後10年間教鞭を執った。1924年（大正13年）に大西鉄工所を創業し、高級機械工作を専門とした。

## 実用新案
- 新案第64825号 大西式「ホース」接手